# North American Poker Tour
Le North American Poker Tour (NAPT) était une série de tournois de poker organisée en Amérique du Nord entre 2010 et 2011.
Le NAPT était sponsorisé par PokerStars. Il était diffusé aux États-Unis sur ESPN2.
La saison 1 se déroula en 2010. La saison 2 vit deux étapes se dérouler en 2011 avant l'interruption de la compétition.
Le 15 avril 2011, l'accès au site PokerStars.com fut fermé après une action menée par le Department of Justice américain pour fraude bancaire, organisation illégale de jeux d'argent et blanchiment d'argent,. Par conséquent, la société cessa de permettre aux joueurs résidant aux États-Unis de jouer en argent réel sur son site, redirigé vers PokerStars.eu.

## Vainqueurs du Main Event

### Saison 1
| Étape       | Vainqueur       |
| ----------- | --------------- |
| PCA         | Harrison Gimbel |
| Paradise    | Thomas Marchese |
| Uncasville  | Vanessa Selbst  |
| Los Angeles | Joe Tehan       |

### Saison 2
| Étape      | Vainqueur      |
| ---------- | -------------- |
| PCA        | Galen Hall     |
| Uncasville | Vanessa Selbst |

## Participants en table finale et vainqueurs par pays
| Pays       | Participants en TF | Vainqueurs |
| ---------- | ------------------ | ---------- |
| Allemagne  | 1                  | 0          |
| Canada     | 2                  | 0          |
| États-Unis | 40                 | 5          |
| Norvège    | 1                  | 0          |
| Panama     | 1                  | 0          |
| Portugal   | 1                  | 0          |
| Roumanie   | 1                  | 0          |